# Прљави Хари: Истеривач правде
Прљави Хари: Истеривач правде (енгл. The Enforcer) је филм из 1976. године у режији Џејмса Фаргоа, а по сценарију Дина Рајзнера и Стерлинга Силифанта. Главне улоге играју: Клинт Иствуд, Тајн Дејли, Хари Гвардино и Бредфорд Дилман.
Полицајац „Прљави Хари” Калахан (Клинт Иствуд) премештен је из одељења за убиства у кадровско (људске ресурсе), након његове последње употребе прекомерне силе. У међувремену, терористичка група која себе назива „Народна револуционарна ударна снага” организује низ злочина по Сан Франциску, надајући се да ће се обогатити. Када киднапују градоначелника (Џон Крофорд) и украду ракете и пушке за њихов следећи напад, Хари и његова нова партнерка, инспекторка Кејт Мур (Тајн Дејли), морају зауставити терористе.

## Радња
Прљави Хари (инспектор Калахан) је изгубио партнера. Ранили су га терористи. Заузврат, Калахан добија партнера, прелепу даму у штиклама по имену Кејт. Након још једног „успешног задатка” - борбе са бандитима и ослобађања талаца које су они узели у продавници, одељење градске полиције, кривицом Харија, мора власницима да надокнади штету у износу од 14.279 долара (да би убрзао процес, Хари се забија у прозор полицијским аутомобилом). То не одушевљава Харијевог шефа и он га уклања из таквих случајева.
Али неуморна агилност Калахана и Кејт, која је увучена у његову орбиту активности, доводи овај пар чувара закона до случаја отмице градоначелника од стране терориста. Хари се од раније љути на терористе - они су смртно ранили његовог бившег партнера.
Злочинци (активисти „Народне револуционарне снаге”, како себе називају) предвођени вођом Бобијем Максвелом, наоружани до зуба, киднаповали су градоначелника Сан Франциска и од власти траже откуп од 2 милиона долара. Хари сазнаје да се градоначелник налази у бившем затвору Алкатраз. Операција спасавања градоначелника од криминалаца одвијаће се познатим методама за „Прљавог Харија”, а нова партнерка Кејт ће допринети разузданој пуцњави и уништавању непријатеља друштва.

## Улоге
| Глумац            | Улога                       |
| ----------------- | --------------------------- |
| Клинт Иствуд      | инспектор Хари Калахан      |
| Тајн Дејли        | Кејт Мур                    |
| Хари Гвардино     | поручник Ал Бреслер         |
| Бредфорд Дилман   | капетан Мекеј               |
| Џон Мичам         | инспектор Френк ДиЏорџио    |
| ДеВерен Букволтер | Боби Максвел                |
| Џон Крофорд       | градоначелник Сан Франциска |
| Саманта Доан      | Ванда                       |
| Роберт Ф. Хој     | Бучински                    |
| Жослин Џонс       | Мики                        |
| М. Г. Кели        | Отац Џон                    |
| Ник Пелегрино     | Мартин                      |
| Алберт Попвел     | „Велики“ Ед Мустафа         |
| Руди Рамос        | Мендез                      |
| Бил Екриџ         | Енди                        |
| Џо Спано          | пљачкаш (непотписан)        |